# مارتين غارسيا (لاعب كرة مضرب)
مارتين غارسيا (بالإسبانية: Martín Alberto García)‏ (و. 1977  م) هو لاعب كرة مضرب أرجنتيني، ولد في بوينس آيرس، بدأ مشواره المهني سنة 1996.

## روابط خارجية
- مارتين غارسيا على موقع رابطة محترفي التنس (الإنجليزية)
- مارتين غارسيا على موقع الاتحاد الدولي لكرة المضرب (الإنجليزية)
- مارتين غارسيا على موقع كأس ديفيز (الإنجليزية)
- مارتين غارسيا على موقع خلاصة التنس.كوم (الإنجليزية)